# Цон
Цон — река в России, протекает в Брянской и большей частью в Орловской областях. Устье реки находится в 1402 км по левому берегу реки Оки. Длина реки составляет 74 км, площадь водосборного бассейна — 808 км². Реку пересекает трасса М2.

## Притоки
(расстояние от устья)
- 45 км: река Людская (пр)
- 47 км: река Лубна (лв)
- 59 км: река Глинка (пр)

## Этимология

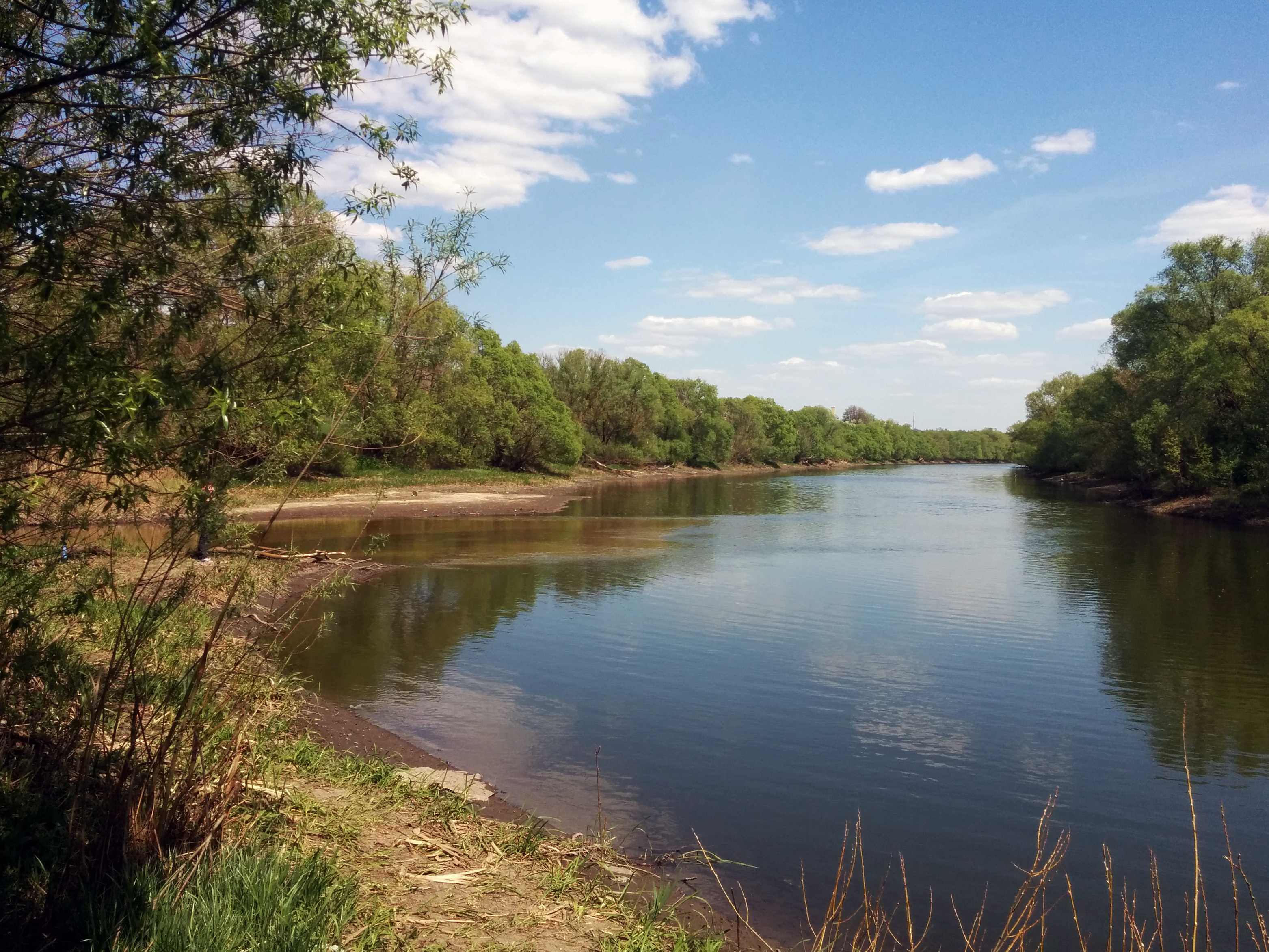
Устье реки Цон

Существует несколько версий происхождения гидронима Цон.
Этнограф Павел Якоби в книге «Вятичи Орловской губернии» обосновывал финское происхождение:

В Орловском уезде есть река Цон (родит. падеж: Цона и Цна); имя это я выше поставил в связь с именем двух мордовских рек имени Цна, и третей финской реки Вышневолоцкой системы. Но в Писцовой книге Орловского уезда в самом конце XVI века река Цон назывался Оцна, то есть принадлежащая к Оке, или производная форма от Оки <…> а утратив оголовное О, Оцна обратилась в Цон и Цна, имя нескольких рек финского края.
— Павел Якоби
На самом деле в Писцовых книгах Орловского уезда XVI века встречаются две формы написания названия реки Цон: «на Оцне» и «за Оцномъ», − из чего можно сделать вывод, что в XVI веке река могла называться Оцон.
Тем не менее, название Цон близко к популярному в западной России гидрониму Цна, который, возможно, произошёл от общеславянского гидронима Десна. Река Цон, так же как все реки именуемые Цна и Десна, является правым (др.-рус. дєснъ — «правый») притоком при движении от устья к истоку (в настоящее время понятие «левых» и «правых» притоков рассматривается при движении от истока к устью). Основываясь на этом правиле именования притоков можно предположить, что название реки Цон произошло от гидронима Десна прямо или через гидроним Цна.
Существуют также примеры народной этимологии, связывающие название реки с именем убийцы графа Каменского Оцона Ивановича, и со словами Сон, Чудесная.

## Данные водного реестра
По данным государственного водного реестра России относится к Окскому бассейновому округу, водохозяйственный участок реки — Ока от истока до города Орёл, речной подбассейн реки — бассейны притоков Оки до впадения Мокши. Речной бассейн реки — Ока.